# レモン・キトゥンズ
レモン・キトゥンズ（Lemon Kittens）は、1977年にイングランドのバークシャー州レディングにて、カール・ブレイクとゲイリー・サッチャーによって結成されたポストパンク・バンドである。バンドのメンバーはとても頻繁に交代を繰り返し、とりわけ特筆すべきメンバーとなったミュージシャンには、ダニエル・ダックスやマーク・ペリー（オルタナティヴTV、The Good Missionaries）らがいたほか、言うまでもなくフィル・ソーントン博士がいた。

## ディスコグラフィ

### アルバム
- We Buy a Hammer for Daddy (1980年)
- (Those Who Bite The Hand That Feeds Them Sooner Or Later Must Meet The) Big Dentist (1982年)

### EP
- Spoonfed & Writhing (1979年)
- Cake Beast (1980年)

※EP『Spoonfed & Writhing』は、CDまたはヴァイナル盤のボックス・セット『Step Forward-I Wanna Punk Rock: The Singles Collection』（Castle Records B000PMG5PC）の一部として再リリースされた。
※さらに、レモン・キトゥンズの曲は、コンピレーション・アルバム『Snatch 2』『Hoisting the Black Flag』『Perspectives and Distortion』『The Wonderful World of Glass vol 1』『Terra Serpentes』に収録されている。